# Berberis calcipratorum
Berberis calcipratorum är en berberisväxtart som beskrevs av Ahrendt. Berberis calcipratorum ingår i släktet berberisar, och familjen berberisväxter. Inga underarter finns listade i Catalogue of Life.